# Mário Palmério
Mário de Ascenção Palmério (Monte Carmelo, 1 de março de 1916 – Uberaba, 24 de setembro de 1996) foi um professor, educador, político e romancista brasileiro.

## Biografia
Filho de Francisco Palmério e de Maria da Glória Palmério, seu pai era engenheiro civil e advogado, homem de cultura e de largo prestígio em toda a região triangulina, exercendo, nos últimos anos de sua vida, o cargo de juiz de Direito nas várias comarcas do estado, tendo falecido em Uberaba aos oitenta anos de idade. Mário Palmério fez seus estudos secundários no Colégio Diocesano de Uberaba e no Colégio Regina Pacis, de Araguari, licenciando-se em 1933. Em 1935 matriculou-se na Escola Militar de Realengo, no Rio de Janeiro, de onde se desligou, no ano seguinte, por motivos de saúde. Em 1936 ingressou no Banco Hipotecário e Agrícola de Minas Gerais, sendo designado para servir na sucursal de São Paulo.
Na capital paulista, iniciou-se no magistério secundário, como professor de Matemática no Colégio Pan-Americano, estabelecimento de ensino então mantido pela Escola Paulista de Medicina. Passando a lecionar em outros estabelecimentos, pouco tempo depois Mário Palmério dedicou-se exclusivamente ao magistério. Em 1939 matriculou-se na seção de Matemática da Faculdade de Filosofia da Universidade de São Paulo, época em que passou a lecionar também no Colégio Universitário da Escola Politécnica, por nomeação do governo daquele Estado.
Seu destino seria, entretanto, realizar obra educacional de maiores proporções e, atraído pelo extraordinário progresso que alcançava Uberaba e toda a região triangulina, em virtude do desenvolvimento de sua pecuária de gado indiano, Mário Palmério deixou São Paulo para abrir naquela cidade mineira o Liceu do Triângulo Mineiro.
Em 1945 construiu imponente conjunto de edifícios, na cidade de Uberaba, para sede do Colégio do Triângulo Mineiro e da Escola Técnica de Comércio do Triângulo Mineiro, e visava à criação da primeira escola superior a instalar-se na região. Em 1947 o governo federal autorizou o funcionamento da Faculdade de Odontologia do Triângulo Mineiro, fundada por Mário Palmério, primeiro passo para a transformação de Uberaba em cidade universitária.
No Triângulo Mineiro, Mário Palmério fundou, em 1950, a Faculdade de Direito e, em 1953, a Faculdade de Medicina. Por essa época exercia o mandato de deputado federal por Minas Gerais, tendo sido eleito em 1950 pelo Partido Trabalhista Brasileiro. Suas atividades desdobraram-se assim em dois setores importantes, o educacional e o da representação parlamentar. Em ambos, seu trabalho foi produtivo.
Na Câmara dos Deputados exerceu a vice-presidência da Comissão de Educação e Cultura durante todo o seu primeiro mandato (1950–1954). Reeleito em 1954, passou a integrar a Comissão de Orçamento e a Mesa da Câmara. Por indicação do presidente da Câmara dos Deputados, matriculou-se, em 1955, na Escola Superior de Guerra, onde concluiu o Curso Superior de Guerra. O exercício de seu mandato e suas outras atividades no Rio de Janeiro não impediram, entretanto, seu trabalho educacional em Uberaba, e Mário Palmério fundou, em 1956, a Escola de Engenharia do Triângulo Mineiro.
A exemplo de Graciliano Ramos, estreia na vida literária não propriamente tarde, mas a meio caminho: só aos 40 anos aparece seu primeiro livro, fruto quarentão de aventura intelectual cujo propósito era bem outro, isto é, a política. "Vila dos confins nasceu relatório, cresceu crônica e acabou romance…", segundo confessou o próprio autor.
Educador, político, literato, tentou novas iniciativas. Construiu em Uberaba a Cidade Universitária em terreno de área superior a 300 mil metros quadrados, e o Hospital Mário Palmério, da Associação de Combate ao Câncer do Brasil Central, maior nosocômio em todo o interior do Brasil.
Candidatando-se novamente, em 1958, foi reeleito pela terceira vez – e então com mais expressiva votação – deputado federal por Minas Gerais. Em setembro de 1962, desejoso de afastar-se das lides partidárias, foi nomeado pelo presidente João Goulart para o cargo de embaixador do Brasil junto ao Governo do Paraguai. Assumiu o posto em 10 de outubro do mesmo ano.
Permaneceu nessa missão até abril de 1964; sua passagem pelo Paraguai, na condição de embaixador do Brasil, foi marcada por intenso trabalho, destacando-se a reforma e reinstalação do edifício da embaixada, a conclusão das obras do Colégio Experimental – doado ao Paraguai pelo governo brasileiro – e da Ponte Internacional de Foz do Iguaçu, e a instalação em novo edifício, amplo e central, do Serviço de Expansão e Propaganda, Missão Cultural e Consulado. Dando ênfase às atividades culturais e artísticas, Mário Palmério integrou-se à intelectualidade paraguaia, estreitando-se assim os laços de compreensão e amizade entre os dois países.
De regresso ao Brasil, Mário Palmério reencetou suas atividades literárias. Isolando-se em fazenda de sua propriedade, no sertão sudoeste de Mato Grosso – a Fazenda São José do Cangalha – escreveu Chapadão do Bugre, romance para o qual vinha colhendo, desde o êxito de Vila dos confins, abundante material linguístico e de costumes regionais, e que recebeu da crítica rasgados elogios. Lançado em outubro de 1965, o romance teve várias reedições.
Durante vários anos viajou de barco pelo rio Amazonas e seus afluentes, levantando dados sobre a realidade física, social e cultural da Região Amazônica. Em 1987 deixou de vez o Amazonas e voltou a morar em Uberaba, como presidente das Faculdades Integradas daquela cidade. Em 1988 recebeu a medalha Santos Dumont, conferida pelo Ministério da Aeronáutica. 
Neste mesmo ano, Mário Palmério criou a Universidade de Uberaba, que atualmente conta com quarenta cursos superiores.
A faculdade de Monte Carmelo, sua terra natal, leva o seu nome: Fundação Carmelitana Mário Palmério. Oferece diversos cursos (Administração, Pedagogia, Letras, Ciência Biológicas), e vem se destacando pela qualidade de ensino.
Mário Palmério era casado com D. Cecília Arantes Palmério. Teve dois filhos, Marcelo e Marília. Entre os irmãos, destaca-se Eduardo Palmério, escritor e jornalista na imprensa paulistana na década de 1940.

## Obras
- Vila dos Confins, romance (1956);
- Chapadão do Bugre, romance (1965);
- O Morro das Sete Voltas, romance (inédito);
- Seleta..., organização, estudo e notas de Ivan Cavalcanti Proença (1974).

## Academia Brasileira de Letras
Foi eleito para a cadeira 2 da Academia Brasileira de Letras, sucedendo a Guimarães Rosa, em 4 de abril de 1968, e recebido em 22 de novembro de 1968 pelo acadêmico Cândido Mota Filho.

## Homenagem
Criado em 1992, o Prêmio Top Educacional Professor Mário Palmério é uma iniciativa do setor da educação superior e homenageia o professor em virtude de sua valiosa e incansável contribuição à busca da criatividade, da originalidade e da inovação. O Prêmio é promovido pela Associação Brasileira de Mantenedoras de Ensino Superior (ABMES) e reconhece iniciativas inovadoras nas áreas de ensino, pesquisa e extensão, inovações curriculares, modelos de avaliação institucional e de gestão, além de ações promotoras de inclusão social e de proteção ao meio ambiente. Realizado a cada dois anos, o Top Educacional é aberto à participação de instituições de ensino particulares e públicas.